# Ord&Bild
Ord&Bild („Cuvânt și imagine”), anterior Ord och Bild, este o revistă culturală suedeză fondată în 1892. Ea este în prezent cea mai veche revistă suedeză, care mai este încă publicată. Redacția ei se află la Göteborg.

## Istoric
Revista lunară a fost fondată în anul 1892 de către Karl Wåhlin și a devenit rapid principala revistă culturală suedeză. În primii ani a reprezentat un forum cultural pentru autorii anilor 1890 și pentru artiștii reformiști, dar au colaborat și autori din generația 1880 precum Gustaf af Geijerstam. 
Revista a fost publicată pentru prima dată de editura Norstedts förlag, dar a devenit curând o companie independentă, iar Wåhlin a rămas redactor timp de 45 de ani, până la moartea sa în 1937. Orientarea a fost inițial națională și roialistă, ceea ce nu a împiedicat deschiderea de filiale la Oslo, Copenhaga și Helsinki și publicarea de ediții în limbile norvegiană și daneză. 
Cele mai recente tehnici de imprimare au fost folosite pentru a reproduce opera de artă sub forma de planșe. Tirajul revistei a fost de 4.500 de exemplare în 1912, iar revista a devenit astfel o instituție culturală. 
Ord&Bild a publicat articole pe teme literare, filosofice și politice. Începând din anii 1980 sediul redacției a fost la Göteborg. Revista a fost redactată parțial în anii 1990 în clădirea Tidskriftsverkstaden din Göteborg.
Ord&Bild a fost editată din anul 1999 în clădirea Järntorget din Göteborg.
Ord&Bild face parte din rețeaua de reviste culturale europene Eurozine.

## Redactori
- Karl Wåhlin (1892–1937)
- Sven Rinman (1938–1950)
- Lennart Josephson (1951–1957)
- Björn Julén (1958–1961)
- Lars Bäckström (1962–1970)
- Björn Håkanson (1963)
- Lars Bjurman (1963–1972)
- Annika Engström (1968–1971)
- Lars Kleberg (1970–1971)
- Staffan Cullberg (1971)
- Agneta Pleijel (1971–-1975)
- Tomas Forser (1972–1974)
- Per Lysander (1972–1977)
- Ingvar Lindblom (1974–1979)
- Maria Bergom Larsson (1975–1976)
- Eva Adolfsson (1976–1982)
- Lars Linder (1977–1982)
- Ingamaj Beck (1978)
- Birgit Munkhammar (1980)
- Ingmar Karlsson (1981)
- Madeleine Gustafsson (1982–1984)
- Svante Weyler (1979–1985)
- Lars Hansson (1979–1987)
- Björn Linnell (1984–1985)
- Ola Holmgren (1985–1986)
- Mikael Löfgren (1985–1989)
- Johan Öberg (1990–1994)
- David Karlsson (1994–1998)
- Carl Henrik Fredriksson (1998–2001)
- Annika Ruth Persson (2001–2004)
- Cecilia Verdinelli Peralta (2004–2009)[6]
- Martin Engberg (2009–2014)[7]
- Patricia Lorenzoni (2014–2016)[8][9]
- Ann Ighe 2014–[8]
- Marit Kapla 2016–[10]